# Zvirovići
Zvirovići (en cyrillique : Звировићи) est un village de Bosnie-Herzégovine. Il est situé dans la municipalité de Čapljina, dans le canton d'Herzégovine-Neretva et dans la fédération de Bosnie-et-Herzégovine. Selon les premiers résultats du recensement bosnien de 2013, il compte 420 habitants.

## Démographie

### Évolution historique de la population
| 1948 | 1953 | 1961 | 1971 | 1981 | 1991 | 2013 |
| ---- | ---- | ---- | ---- | ---- | ---- | ---- |
| -    | -    | 615  | 614  | 447  | 440  | 420  |

|  |

### Communauté locale
En 1991, la communauté locale de Zvirovići comptait 700 habitants, répartis de la manière suivante :